# Кук, Райан
Райан Кук (англ. Ryan Cook; род. 3 декабря 1990, Лорел, штат Мэриленд, США) — американский профессиональный баскетболист. Играет на позиции атакующего защитника. Выступает за баскетбольный клуб «Хоя-Паннон Веспрем».

## Карьера
После двух сезонов, проведённых в студенческой команде Мэрилендского университета, Кук заключил первый профессиональный контракт с боснийским клубом «Слобода».
Сезон 2014/2015 Кук провёл в казахстанском клубе «Каспий».
С 2015 по 2016 года являлся игроком «Барсы Атырау». После перешёл в латвийский баскетбольный клуб «Лиепая Лаувас».
В 2017 году вернулся в «Барсы Атырау».

## Достижения
- Чемпион Казахстана: 2015/2016
- Бронзовый призёр чемпионата Казахстана: 2014/2015
- Бронзовый призёр Кубка Казахстана: 2015/2016